# سيف بن زايد آل نهيان
الشيخ سيف بن زايد بن سلطان آل نهيان (1967- )، نائب رئيس مجلس الوزراء ووزير الداخلية وعضو بالمجلس الأعلى للأمن الوطني في دولة الإمارات العربية المتحدة ، شغل منصب وكيل وزارة الداخلية سابقاً.

## حياته
نال شهادة البكالوريوس في العلوم السياسية (تخصص علوم سياسية وإدارية) من جامعة الإمارات العربية المتحدة في العين، وبعد تخرجه في الجامعة انتسب إلى كلية الشرطة في العام 1990م، حيث انضم إلى دورة الجامعيين التأسيسية الثانية حتى نهاية العام 1990.
شارك في دورات عديدة أبرزها دورة المظليين الخاصة في العام 1991م. وحصل على عدد من الميداليات والأوسمة منها: ميدالية الخدمة المخلصة في العام 2000م، ووسام الهلال الخيري، ووسام المنظمة الدولية للحماية المدنية (برتبة آمر).
تدرج العديد من المناصب القيادية؛ فتولى منصب نائب مدير إدارة شرطة العاصمة خلال عامي 1994م و1995م، قبل أن يصبح مديراً عاماً لشرطة أبوظبي في 23 أكتوبر 1995م. وفي 25 ديسمبر 1997م تقلد منصب وكيل وزارة الداخلية، واستمر فيه حتى تم تعيينه وزيراً للداخلية.
وفي 30 ديسمبر 2004 م تمت ترقيته إلى رتبة فريق، وذلك بموجب المرسوم الاتحادي رقم 84 لسنة 2004م، وعين ووزيراً للداخلية في الحكومة التي شكلها الشيخ محمد بن راشد آل مكتوم.
من إنجازاته الشرطية والأمنية إطلاق مشروع الشرطة المجتمعية في العام 2003م؛ وتأسيس مراكز وزارة الداخلية لتأهيل وتشغيل ذوي الاحتياجات الخاصة في العام 2002م، ومركز الدعم الاجتماعي في العام 2004م؛ والتوجيه إلى وضع الخطة الخمسية للتطوير الاستراتيجي لشرطة أبوظبي (2004م-2008م)، والخطة الخمسية لوزارة الداخلية؛ والإشراف على وضع الهيكل التنظيمي الجديد لشرطة أبوظبي؛ وإيجاد حل دائم لمشكلة استخدام الأطفال في سباقات الهجن عبر اتخاذ مجموعة من الخطوات الأمنية والعملية لمواجهة هذه المشكلة؛ وإطلاق مشروع بصمة العين الذي نجح في منع أكثر من 114 ألف شخص من العودة إلى الدولة منذ بداية تطبيقه؛ ومشروع هيئة الإمارات للهوية.

## جوائز
في 15 فبراير 2010 ، حصل على درجة الدكتوراه الفخرية في العلوم الاجتماعية من جامعة ولفرهامبتون في إنجلترا.

## حياته الخاصة
متزوج من أسماء بنت عويضه   الخييلي وله منها:[بحاجة لمصدر]
- موزة بنت سيف بن زايد آل نهيان (سميت على اسم والدته موزة بنت سهيل بن عويضة الخييلي)
- زايد بن سيف بن زايد آل نهيان (نسبة لوالده زايد بن سلطان.)
- خليفة بن سيف بن زايد آل نهيان
- أحمد بن سيف بن زايد آل نهيان
- محمد بن سيف بن زايد ال نهيان